# Djemaa Ouled Cheikh
Djemaa Ouled Cheikh là một đô thị thuộc tỉnh Aïn Defla, Algérie. Dân số thời điểm năm 2002 là 6.987 người.